# Anotimpul furtunilor
Anotimpul furtunilor (în poloneză Sezon burz) este al șaselea roman din seria Vrăjitorul (Vânătorul) de Andrzej Sapkowski și a opta parte a seriei. A apărut prima dată în 2013 la editura poloneză SuperNOWA (Independent Publishing House NOWA).
Nu este o continuare directă a romanului Domnița lacului, în schimb are loc între nuvelele din prima carte a seriei, Ultima dorință.

## Context
Amplasat într-o lume medievală pe o suprafață cunoscută sub numele de Continentul, seria se învârte în jurul „vrăjitorului”  Geralt din Rivia, vrăjitoarei Yennefer din Vengerberg și prințesei Ciri. „Vrăjitorii” sunt vânători de fiare care dezvoltă abilități supranaturale la o vârstă fragedă pentru a lupta cu fiarele și monștrii sălbatici.